# آندرس یالاک
آندرس یالاک (انگلیسی: Andres Jalak؛ زادهٔ ۱۹ مارس ۱۹۵۳) سیاستمدار و نماینده سابق مجلس اهل استونی است.